# 니더외스터라이히주

니더외스터라이히 주의 위치

니더외스터라이히주(독일어: Niederösterreich)는 오스트리아 동북부에 있는 주이다. 면적 19,174km2, 인구 1,605,555(2009). 주도는 장크트푈텐이다.

주기
주 문장

## 개요
오스트리아 동북부에 위치한다. 수도 빈을 둘러싸고 있으며 부르겐란트주, 오버외스터라이히주, 슈타이어마르크주와 접하며 북쪽과 동쪽 경계는 체코, 슬로바키아와 국경을 이룬다. 니더외스터라이히는 하부(下部) 오스트리아라는 뜻으로, 이 지역은 과거 바벤베르크 가문의 동쪽 통치 지역(외스터라이히)이었다. 1490년에 신성 로마 제국 내에서 공국의 지위와 함께 일정 정도의 독립을 획득했다. 제1차 세계 대전 후 니더외스터라이히는 오스트리아 공화국의 한 주가 되었고 주도는 빈으로 정해졌다. 빈은 1920년 이 주에서 분리되었으나 계속 주도의 자리를 지켰다. 주도는 1986년 빈에서 장크트푈텐으로 변경되었다.
도나우강이 서쪽에서 동쪽으로 흐르며 빈을 중심으로 한 강 유역의 분지에 농업과 공업이 발달되어 있다. 오스트리아 9개 주 중 면적이 가장 넓으며 인구는 빈 다음으로 많다.

## 행정 구역
4개 헌장 도시, 20개 군을 관할한다.

### 헌장 도시
- 장크트푈텐 (주도)
- 바이트호펜안데어입스
- 비너노이슈타트
- 크렘스안데어도나우

### 군
- 겐제른도르프군
- 그뮌트군
- 노인키르헨군
- 릴리엔펠트군
- 멜크군
- 뫼들링군
- 미스텔바흐군
- 바덴군
- 바이트호펜안데어타이아군
- 브루크안데어라이타군
- 비너노이슈타트란트군
- 샤입스군
- 암슈테텐군
- 장크트푈텐란트군
- 츠베틀군
- 코르노이부르크군
- 크렘스란트군
- 툴른군
- 호른군
- 홀라브룬군

## 인구
| 연도 | 인구      | ±%    |
| ---- | --------- | ----- |
| 1869 | 1,077,232 | —     |
| 1880 | 1,152,767 | +7.0% |
| 1890 | 1,213,471 | +5.3% |
| 1900 | 1,310,506 | +8.0% |
| 1910 | 1,425,238 | +8.8% |
| 1923 | 1,426,885 | +0.1% |
| 1934 | 1,446,675 | +1.4% |
| 1939 | 1,455,373 | +0.6% |
| 1951 | 1,400,471 | −3.8% |
| 1961 | 1,374,012 | −1.9% |
| 1971 | 1,420,816 | +3.4% |
| 1981 | 1,426,370 | +0.4% |
| 1990 | 1,455,968 | +2.1% |
| 1995 | 1,518,489 | +4.3% |
| 2000 | 1,535,083 | +1.1% |
| 2005 | 1,568,949 | +2.2% |
| 2010 | 1,605,897 | +2.4% |
| 2015 | 1,636,287 | +1.9% |
| 2020 | 1,684,623 | +3.0% |